# CHT-Gruppe
Die CHT-Gruppe ist eine weltweit agierende Unternehmensgruppe für Spezialchemikalien als Funktionsgeber, Hilfsmittel und Additive für industrielle Prozesse. Die Unternehmensgruppe befindet sich im Besitz zweier Stiftungen, der Beitlich Familien Stiftung und Reinhold Beitlich Stiftung.
Die Zentrale und die Kompetenzzentren der Geschäftsfelder befinden sich am Stammsitz des Unternehmens, bei der CHT Germany GmbH (ehemals CHT R. Beitlich GmbH) im baden-württembergischen Tübingen. Das Farbstoffsortiment wird von der Schweizer Gesellschaft CHT Switzerland AG (ehemals BEZEMA AG) in Montlingen entwickelt, produziert und vertrieben.
Die operative Verantwortung für die Geschäftsentwicklung liegt in vier Geschäftsfeldern: Textil, Textilpflege, Bauwesen & Montage sowie General Industries. Mit weltweit ca. 2500 Mitarbeitern in 28 Gesellschaften und zusätzlichen Handelsvertretungen vertreibt die Unternehmensgruppe ihre Produkte und Services in 120 Ländern.

## Geschichte
Die CHT Germany GmbH wurde 1953 unter dem Namen CHT R. Beitlich GmbH in Tübingen gegründet. Der Unternehmensgründer Reinhold Beitlich begann in den 1960er Jahren mit dem Ausbau des Unternehmens. Zuerst in Europa, mit Tochtergesellschaften in Österreich, Frankreich und der Schweiz. Die 1971 in Montlingen/Schweiz angesiedelte Bezema AG, seit 16. Juni 2017 CHT Switzerland AG, entwickelte sich zur größten Tochter innerhalb der Unternehmensgruppe und ist heute deren Kompetenzzentrum für Textilfarbstoffe. Es folgten Unternehmensgründungen in Südafrika, Brasilien, China, Mexiko, Kolumbien, Indien, Pakistan, Peru und der Türkei. 1983 wurde die Unternehmensgruppe in eine Stiftungsorganisation umgewandelt. Mit drei Produktionsstätten entwickelte sich China seit 1992 zum größten ausländischen Produktionsstandort. 2015 erweiterte die CHT Gruppe ihr Papiergeschäft durch die Übernahme der CHT Quimipel Brazil Química Ltda.
Seit August 2017 gehört die ehemalige ICM Silicones Gruppe mit Sitz in Cassopolis, Michigan, USA, zur CHT Unternehmensgruppe, mittlerweile unter der Firmierung CHT USA Inc. Im November 2019 übernimmt die CHT-Gruppe die keim additec surface GmbH mit Sitz in Kirchberg, Hunsrück, Deutschland, die zum 1. Januar 2025 in die CHT Germany GmbH übergegangen ist.

## Konzernstruktur

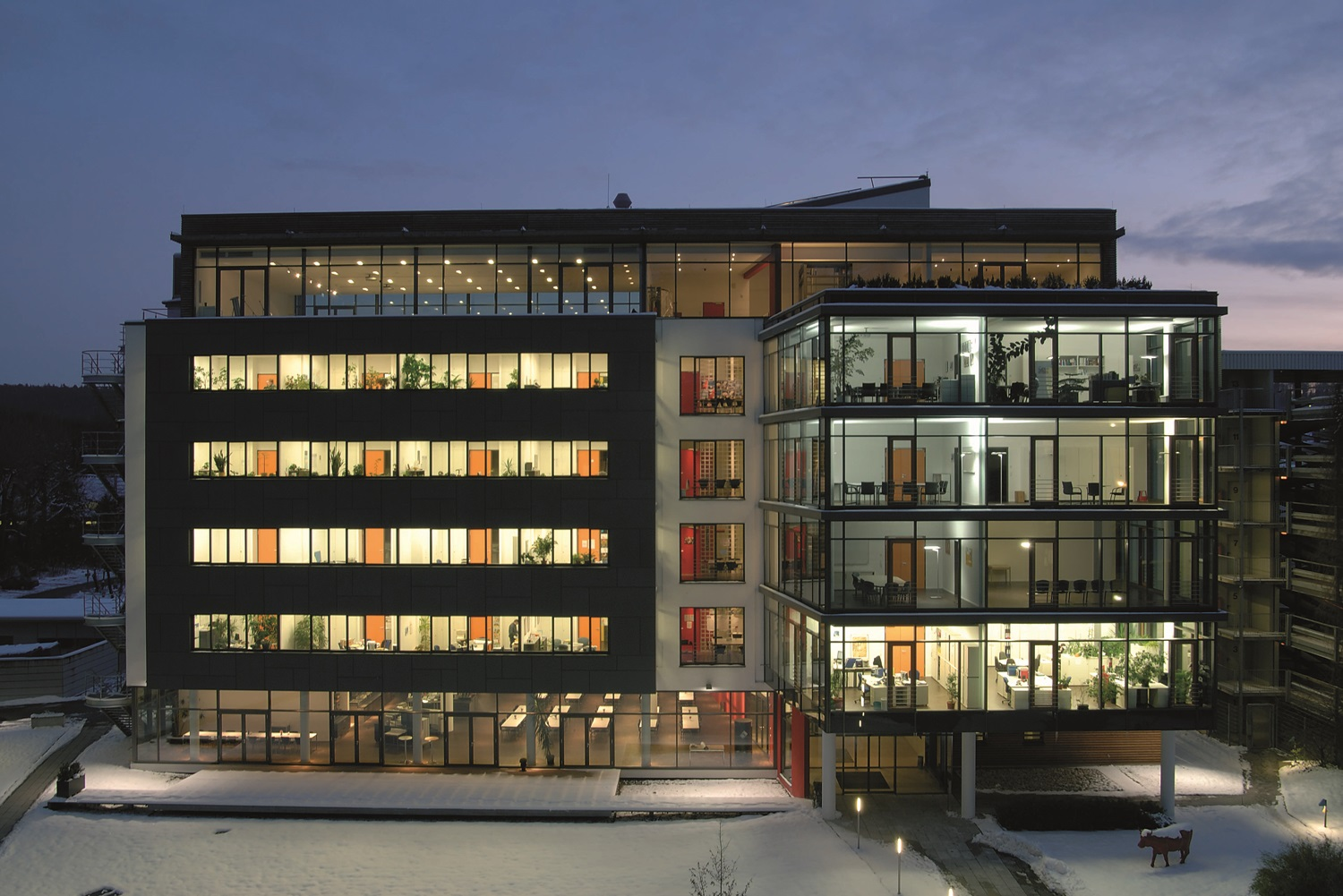
Zentrale der CHT Gruppe in Tübingen, Deutschland

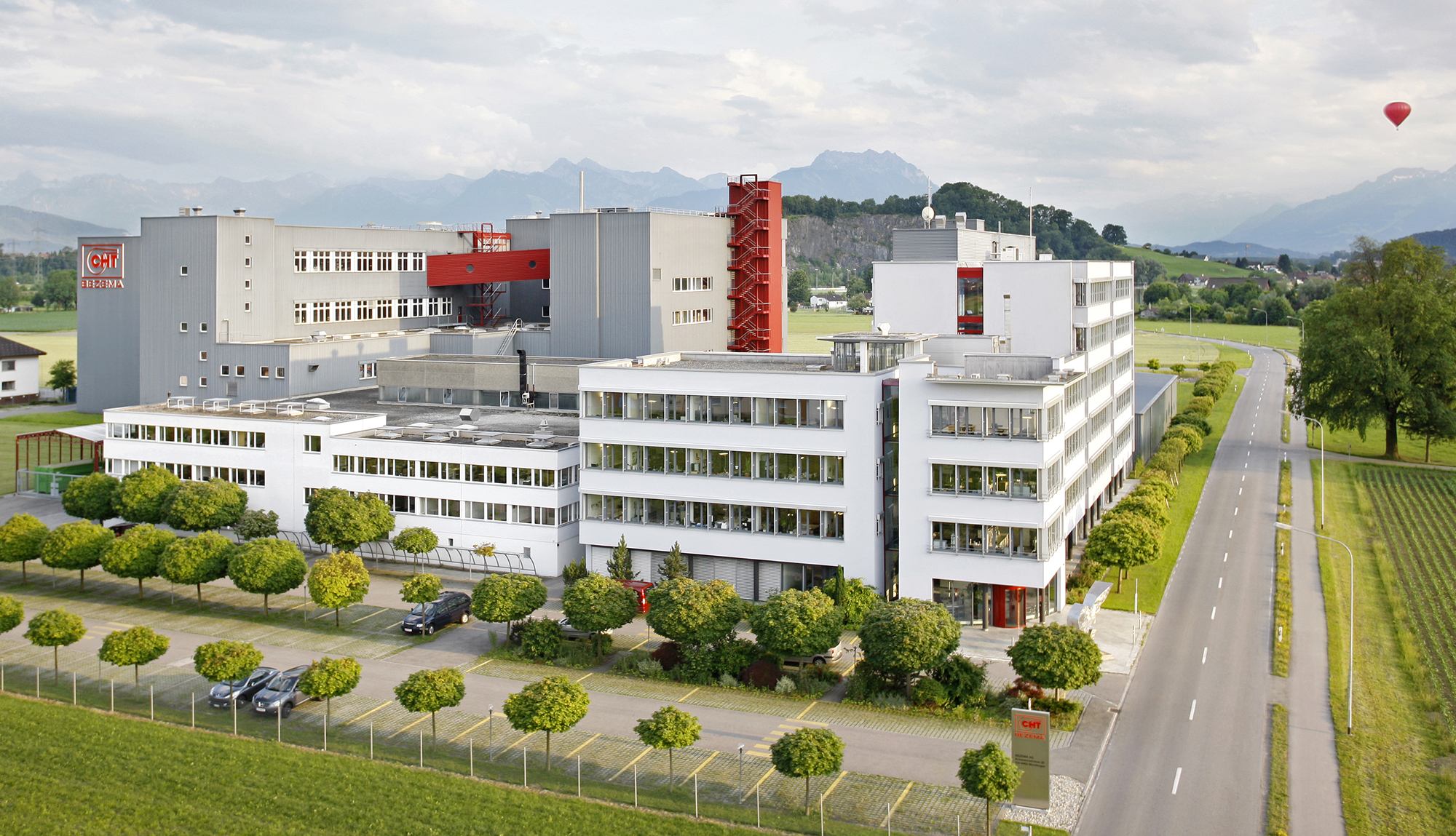
CHT Switzerland AG in Montlingen, Schweiz

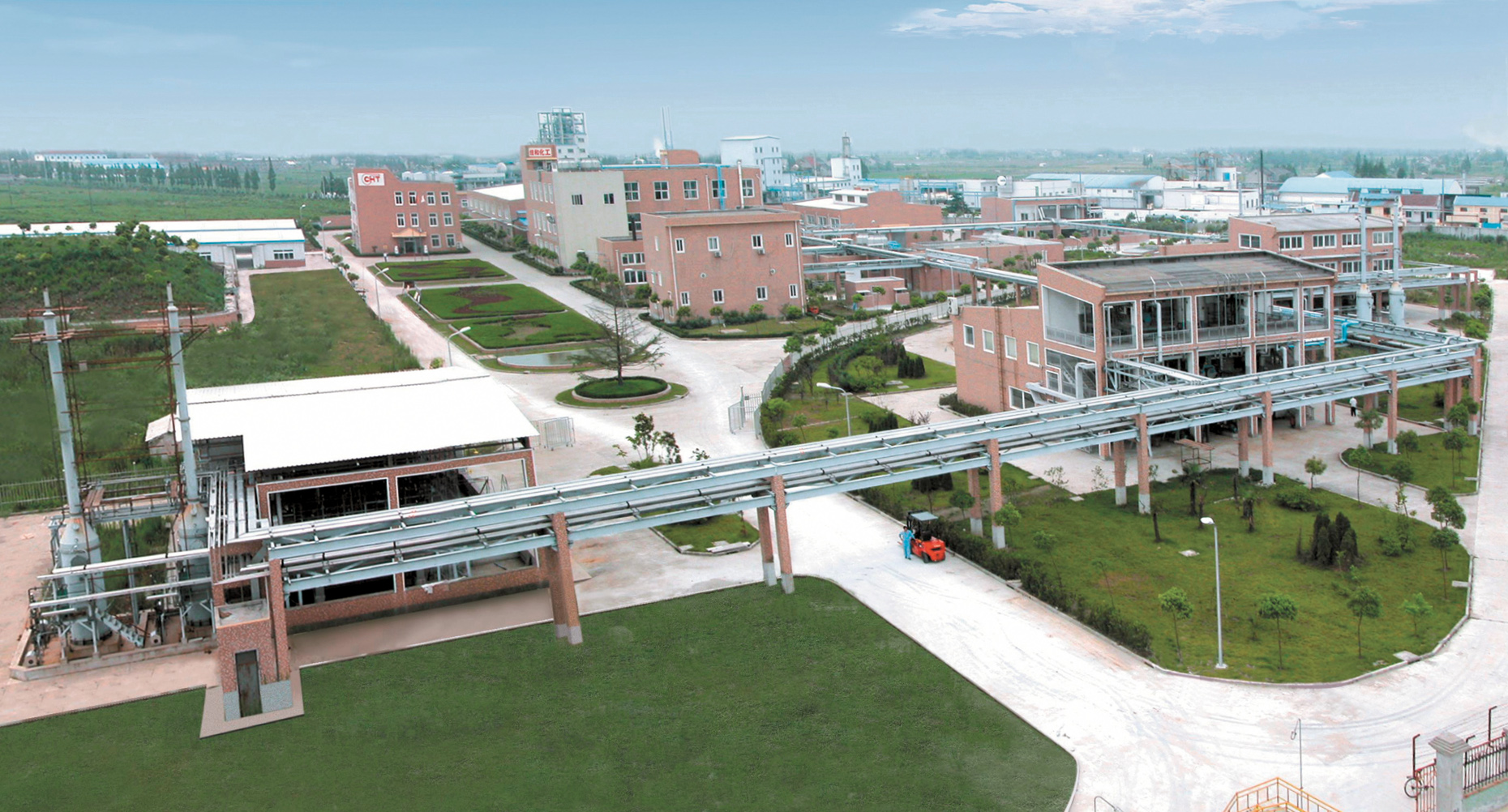
CHT Shanghai Company Ltd., China

Zur CHT-Gruppe gehören folgende Unternehmen (Stand: April 2025):
- CHT Germany GmbH, Tübingen, Deutschland
- CHT AUSTRALIA PTY LTD., Dandenong, Australien
- CHT Switzerland AG, Montlingen, Schweiz
- CHT Tunesia S.A.R.L., Bou Argoub, Tunesien
- CHT UK Bridgwater LTD., Bridgwater, England
- CHT Austria GmbH, Meiningen, Österreich
- CHT BELGIUM N.V., Kortrijk, Belgien
- CHT BRASIL QUÍMICA LTDA., Cajamar, Brasilien
- CHT COLOMBIANA LTDA., Sabaneta, Kolumbien
- CHT DE MEXICO S.A. DE C.V., Huarochirí, Mexiko
- CHT FRANCE S.A.R.L., Mulhouse, Frankreich
- CHT (INDIA) PVT. LTD., Mumbai, Indien
- CHT ITALIA S. R. L., Lainate, Italien
- CHT PAKISTAN (PVT) LTD., Lahore, Pakistan
- CHT PERUANA S.A., Huarochirí, Peru
- CHT Quimipel Chile Ltda.
- CHT SOUTH AFRICA (PTY) LTD., Westmead, Südafrika
- CHT Turkey Kimya San. ve Tic. A.Ş., Istanbul, Türkei
- CHT ZIMBABWE (PVT) LTD., Harare, Zimbabwe
- CHT China Company Ltd., Hong Kong, China
- CHT Dongguan Company Ltd., Dongguan, China
- CHT Shanghai Company Ltd., Shanghai, China
- CHT Tianjin Co. Ltd., Tianjin, China
- CHT USA Inc., Cassopolis, USA
- CHT Ho Chi Minh City Company Limited, Vietnam
- CHT Distribution APAC Pte. Ltd., Singapur
- CHT Bangladesh Pvt. Ltd., Sonargaon - Narayanganj, Bangladesch